# 北仑区中医院
北仑区中医院，是中国浙江省宁波市北仑区的一座公立中医院，前身为1952年成立的新碶联合诊所，1958年更名为新碶卫生所，1977年时称新碶公社卫生院，1985年更名为新碶镇卫生院，1996年更名为新碶医院:13-14:1670，2007年挂牌北仑区中医院，2010年迁入现址，为二级甲等医院。